# Albert Ahn

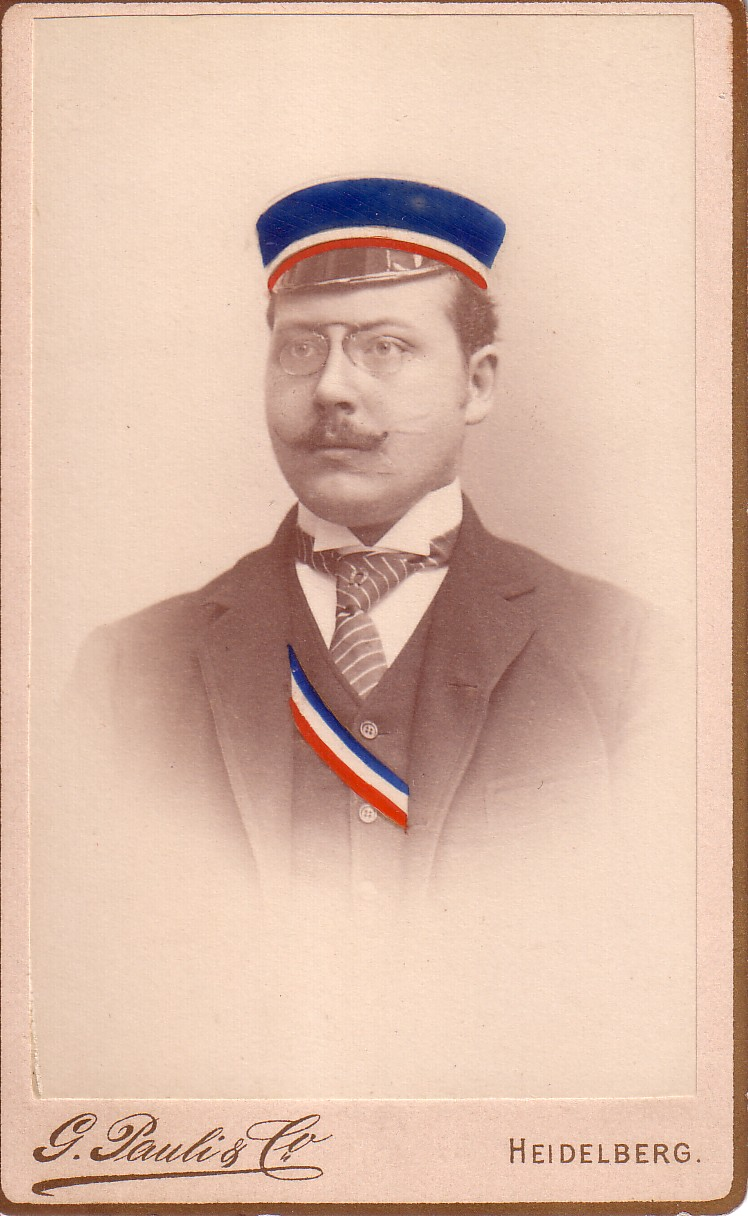
Albert Ahn

Albert Ahn (* 28. Januar 1867 in Köln; † 8. Juli 1935 in Lugano, Schweiz) war ein deutscher Verleger und Unternehmer.

## Familie
Albert Ahn war ein Sohn des Verlagsbuchhändlers und Druckereibesitzers Albert Ahn sen. (1840–1910) und dessen Ehefrau Gertrud Ahn, geborene Hesemann. 1891 heirateten Albert Ahn jun. und Henriette Esser, Tochter des Geheimen Justizrats Robert Esser (1833–1920) aus Köln und dessen Ehefrau Adelheid Karoline Josefine Esser, geborene von Kaufmann-Asser (1845–1919).

## Leben
Ahn besuchte die Volksschule und das Gymnasium in Köln und studierte nach dem Abitur Rechtswissenschaften an der Ruprecht-Karls-Universität Heidelberg, der Ludwig-Maximilians-Universität München und der Rheinischen Friedrich-Wilhelms-Universität Bonn. Seit 1886 gehörte er dem Corps Rhenania Heidelberg an. An der Universität Leipzig promovierte er zum Dr. jur.
Nach Beendigung seiner Studien trat Ahn in den väterlichen Verlag ein, den er später als Ahn & Simrock Bühnen- und Musikverlag fortführte. Als Verleger nahm er zahlreiche Ämter und Funktionen in Fachverbänden wahr. Er war u. a. Vorsitzender im Verein Rheinischer Zeitungsverleger, des Landesverbands Rheinland im Arbeitgeberverband für das deutsche Zeitungsgewerbe, in der Bezirksarbeitsgemeinschaft der Rheinischen Presse, im Verwaltungsrat der Versorgungsanstalt der Reichsarbeitsgemeinschaft der Deutschen Presse GmbH (Berlin), sowie Mitglied des Vorstands im Verein Deutscher Zeitungsverleger (Berlin) und im Arbeitgeberverband für das Deutsche Zeitungsgewerbe (Berlin).
Als er 1931 vom Vorsitz des Vereins Rheinischer Zeitungsverleger zurücktrat, wurde er in Anerkennung seiner Verdienste um das Zeitungswesen zum Ehrenmitglied des Gesamtvorstands ernannt.
Neben seiner verlegerischen Tätigkeit engagierte er sich auch in anderen Wirtschaftszweigen. Als Vorsitzender gehörte er dem Aufsichtsrat der Aktiengesellschaft für Chemische Industrie (Gelsenkirchen-Schalke) und der Walther & Cie. AG (Köln-Dellbrück) an. Er war stellvertretender Aufsichtsratsvorsitzender der Adler-Brauerei AG (Köln-Ehrenfeld), Mitglied des Aufsichtsrats der Concordia Lebensversicherungs-Bank AG (Köln), der Hirschbrauerei AG (Köln), der Kölner Verlagsanstalt und Druckerei-AG (Köln), der Kölnischen Rückversicherungsgesellschaft (Köln), der Kurfürstenbad Godesberg AG (Bonn-Bad Godesberg), der „Patria“ Allgemeine Lebensversicherungs-AG (Budapest), der Rheinischen Wasserwerks-Gesellschaft (Köln), der Rheinisch-Westfälischen „Revision“ Treuhand AG (Köln) und der Westafrikanischen Pflanzungsgesellschaft „Victoria“ (Berlin). 1904 beteiligte er sich an der Gründung der Kautschuk-Pflanzung Meanja AG, die Plantagen in Kamerun betrieb, und wurde auch hier Mitglied des Aufsichtsrats.
Als Vorstandsmitglied im Verein der Industriellen des Regierungsbezirks Köln e.V. und im Verband Rheinischer Industrieller war er auch in der branchenübergreifenden Verbandsarbeit tätig.

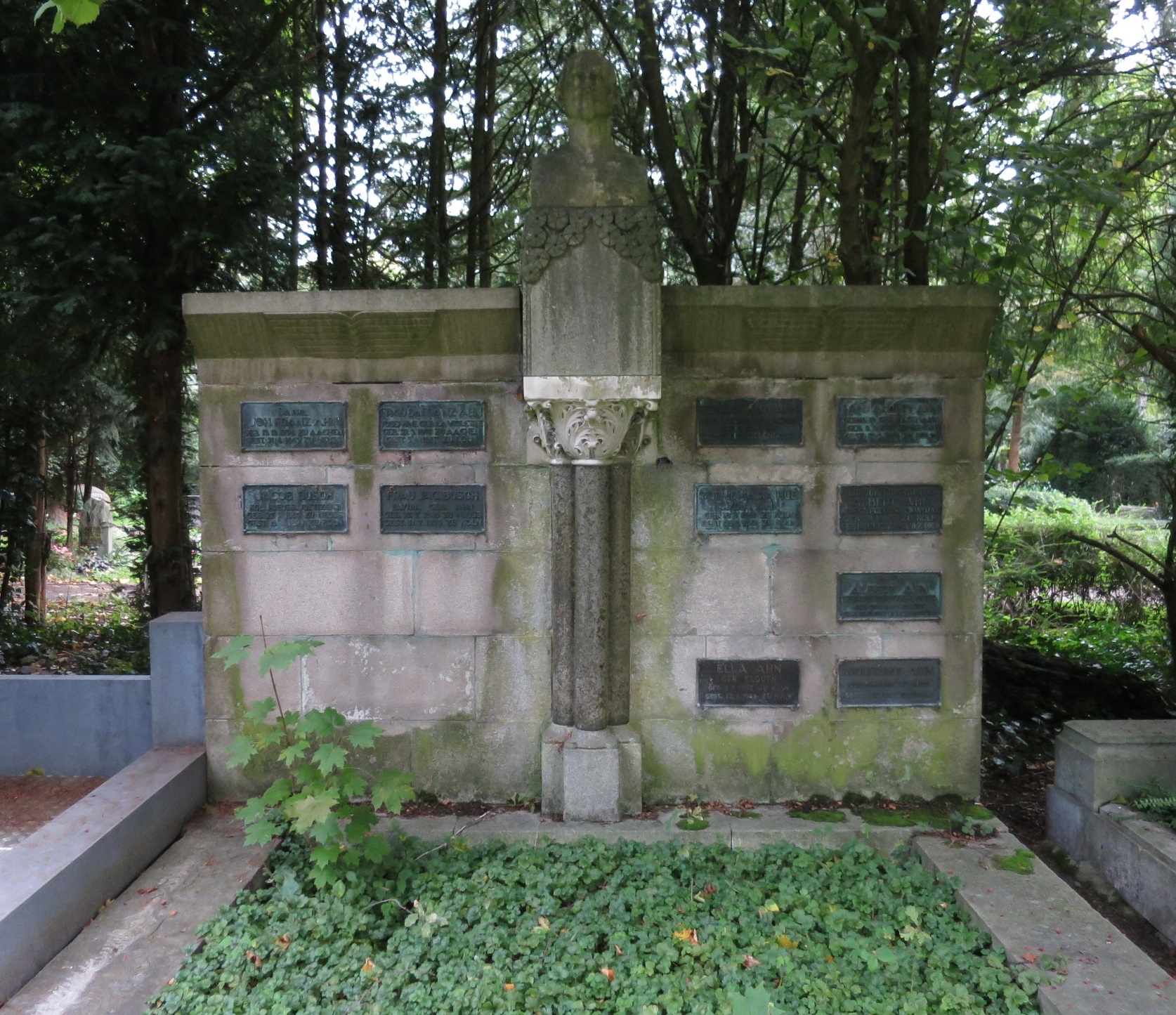
Familiengrab auf dem Kölner Friedhof Melaten (MA)

Im August 1933 emigrierte Albert Ahn wegen der politischen Verhältnisse im Dritten Reich und der jüdischen Herkunft seiner Frau in die Schweiz und lebte fortan in Lugano.
Albert Ahn wurde im Familiengrab auf dem Kölner Friedhof Melaten (MA, zwischen Lit.V+W) beigesetzt.

## Auszeichnungen
- 1913: Ernennung zum preußischen Kommerzienrat
- 1928: Ehrendoktorwürde der Universität zu Köln